# Coomonte
Coomonte – gmina w Hiszpanii, w prowincji Zamora, w Kastylii i León, o powierzchni 10,25 km². W 2011 roku gmina liczyła 220 mieszkańców.